# Jane Pierce
Jane Means Appleton Pierce (Hampton, 12 de março de 1806 – Andover, 2 de dezembro de 1863) foi a esposa do presidente Franklin Pierce e assim Primeira-dama dos Estados Unidos de 1853 até 1857.

## Biografia
Jane era filha de Elizabeth Means e Jesse Appleton, um pastor congregacionalista e presidente da Faculdade Bowdoin. Seu pai morreu quando ela ainda era jovem e sua família mudou-se toda para a cidade de Amherst em Nova Hampshire. Jane era uma mulher de altura média, media aproximadamente 1,62 m, também era tímida, profundamente religiosa e pró-temperança, além de muito magra e sofrendo constantemente de tuberculose e doenças psicológicas como depressão.
Não se sabe exatamente como ela conheceu Pierce. Este imediatamente se apaixonou, porém a família Appleton desaprovava uma união. Os dois acabaram se casando em 1834, ele com trinta anos de idade e ela com 28; ambos relativamente velhos para os padrões da época. Jane não gostava de política e tentava desencorajar as ambições de seu marido. A morte de seu filho mais velho com apenas três anos de idade, a chegada de um novo bebê e seu desgosto pessoal por Washington, D.C. pesaram na hora de Pierce decidir-se aposentar da política em 1842, aparentemente no auge de sua carreira.

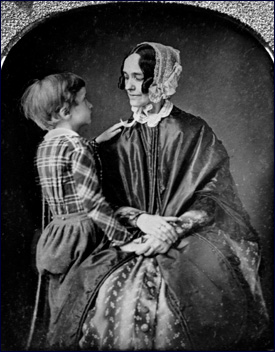
Jane com seu filho mais novo Benjamin, c. 1850.

Pierce serviu na Guerra Mexicano-Americana entre 1847 e 1848 como general de brigada, voltando para casa em segurança e sendo considerado um herói local. Os dois viveram juntos em Concord pelos quatro anos seguintes, período em que ela cuidou de seu filho Benjamin. Pierce acabou sendo escolhido como o candidato do Partido Democrata para a eleição presidencial de 1852, com Jane desmaiando ao saber das notícias. Seu próprio filho escreveu a ela dizendo que "Eu espero que ele não seja eleito", porém Pierce acabou vencendo a eleição.
A família sofreu um acidente de trem em 6 de janeiro de 1853; Jane e Pierce sobreviveram, porém Benjamin foi esmagado e morreu quase decapitado. Jane testemunhou a cena e entrou em profunda depressão, perguntando-se se o acidente teria sido uma punição divina por seu marido ter aceitado o cargo de presidente. Ela não participou da cerimônia de posse em 4 de março, indo para Washington apenas no final do mês. Jane evitaria realizar funções sociais durante seus primeiros dois anos como primeira-dama, fazendo sua estreia para grande recepção pública no ano novo de 1855 na Casa Branca.
Pierce deixou a presidência em 1857 e ele e Jane viajaram pela Europa durante três anos, com ela sempre carregando a bíblia de Benjamin. Os dois voltaram para Nova Hampshire em 1860, com Jane morrendo de tuberculose em 1863 aos 57 anos e sendo enterrada ao lado do filho.